# 13825 Бут
13825 Бут (13825 Booth) — астероїд головного поясу, відкритий 4 листопада 1999 року.
Тіссеранів параметр щодо Юпітера — 3,408.